# Lovro Zvonarek
Lovro Zvonarek  (Perlak, 2005. május 8. –) horvát utánpótlás-válogatott labdarúgó, a Bayern München középpályása.

## Pályafutása

### Klubcsapatokban
Zvonarek 2016-ban, tizenegy éves korában csatlakozott a Slaven Belupo ifjúsági akadémiájához, előtte a Mladost Prelog játékosa volt.
2021. május 12-én játszotta első felnőtt bajnoki mérkőzését a Rijeka elleni 2–0-s győzelem alkalmával. Tíz nappal később a Varaždin elleni bajnokin ő szerezte a találkozó egyetlen gólját, ezzel pedig 16 évesen és 14 naposan a horvát élvonal történetének legfiatalabb gólszerzője lett, megdöntve Alen Halilović rekordját.
2021. szeptember 10-én a Bayern München hivatalosan is bejelentette a szerződtetését. Zvonarek játékjogáért sajtóértesülések szerint 1,8 millió eurót fizetett a bajor klub, amely a 2021–2021-es szezonra kölcsönadta őt a Slavennek. A kölcsön szerződés lejárta után a második csapathoz csatlakozott. 2023. november 1-jén először kapott a felnőtt keretben lehetőséget a kispadon a kupában az 1. FC Saarbrücken ellen 2–1-re elvesztett találkozón. 2024. január 27-én mutatkozott be az Augsburg ellen a 97. percben Aleksandar Pavlović cseréjeként a 3–2-re megnyert bajnoki mérkőzésen. Május 12-én a VfL Wolfsburg ellen 2–0-ra megnyert bajnoki találkozón megszerezte az első gólját. 2024. július 4-én egy szezonra szóló kölcsönszerződés keretében csatlakozott az osztrák Bundesligában szereplő Sturm Graz csapatához.

### A válogatottban
Többszörös utánpótlás-válogatott, pályára lépett az U15-ös, U16-os, U17-es, U18-as, U19-es és U21-os korosztályos csapatokban is.

## Sikerei, díjai
- Sturm Graz
  - Osztrák Bundesliga: 2024–25